# Macrodontia cervicornis
Macrodontia cervicornis, sabertooth longhorne, Sabeltandad långhorning på engelska är en skalbaggsart som först beskrevs av Linne 1758. Skalbaggen är en av världens största, exemplar på över 17 cm har påträffats.
Macrodontia cervicornis ingår i släktet Macrodontia och familjen långhorningar. IUCN kategoriserar arten globalt som sårbar. Inga underarter finns listade i Catalogue of Life.

## Ekologi
Macrodontia cervicornis lever större delen av sitt liv, upp till tio år, i larvstadium. I sin vuxenform lever skalbaggen bara i några månader för att förflytta sig och reproducera sig. Larverna lever i död ved där de skapar fantastiska gallerier av gångar genom att äta sig fram genom det ruttnande träet, gångarna kan vara 10 centimeter i diameter.
Artens finns i regnskogar över hela den tropiska norra delen av Sydamerika: Brasilien, Colombia, Venesuela, Peru, Bolivia, Guyana och Surinam. 

## Bildgalleri

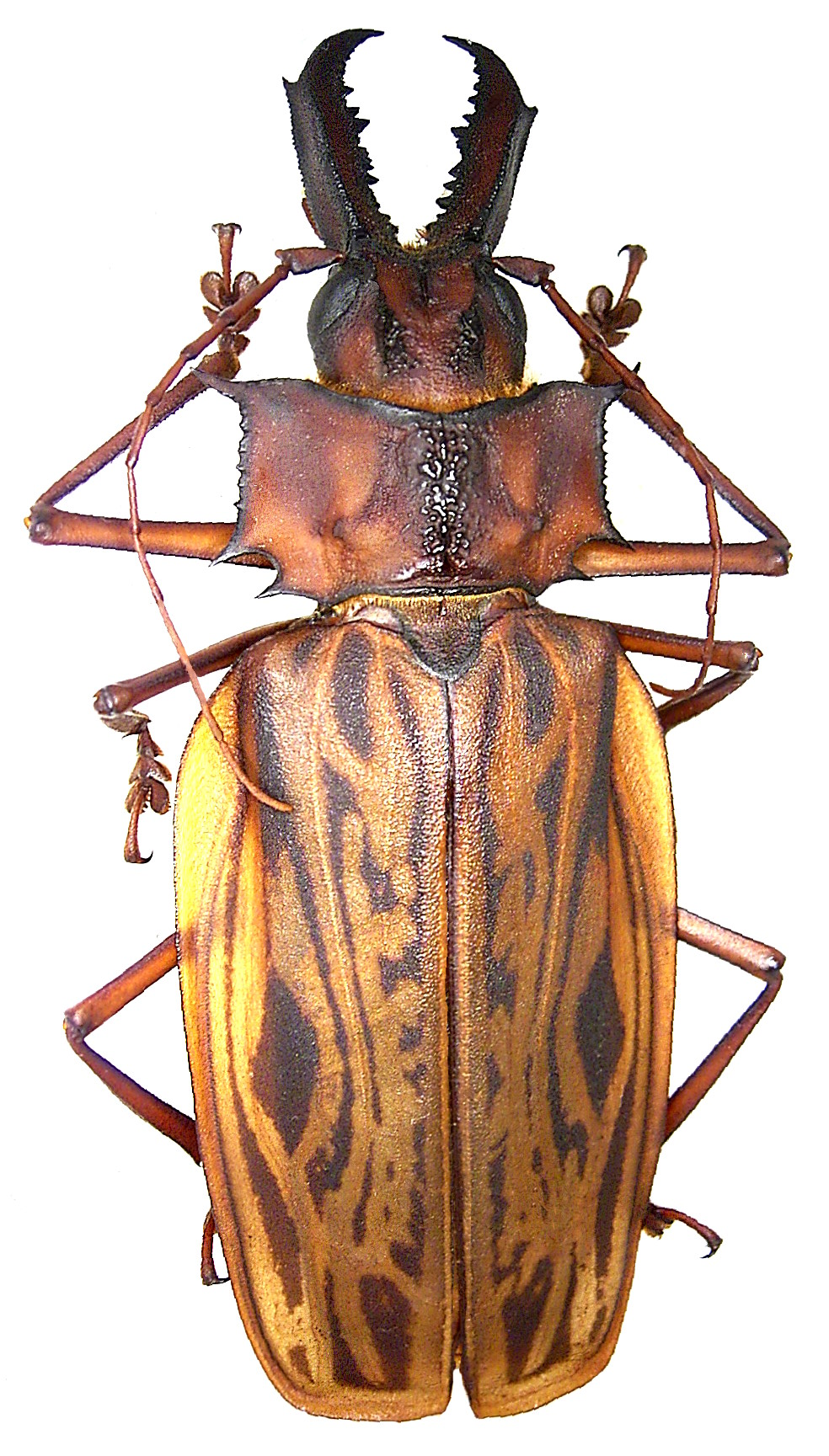
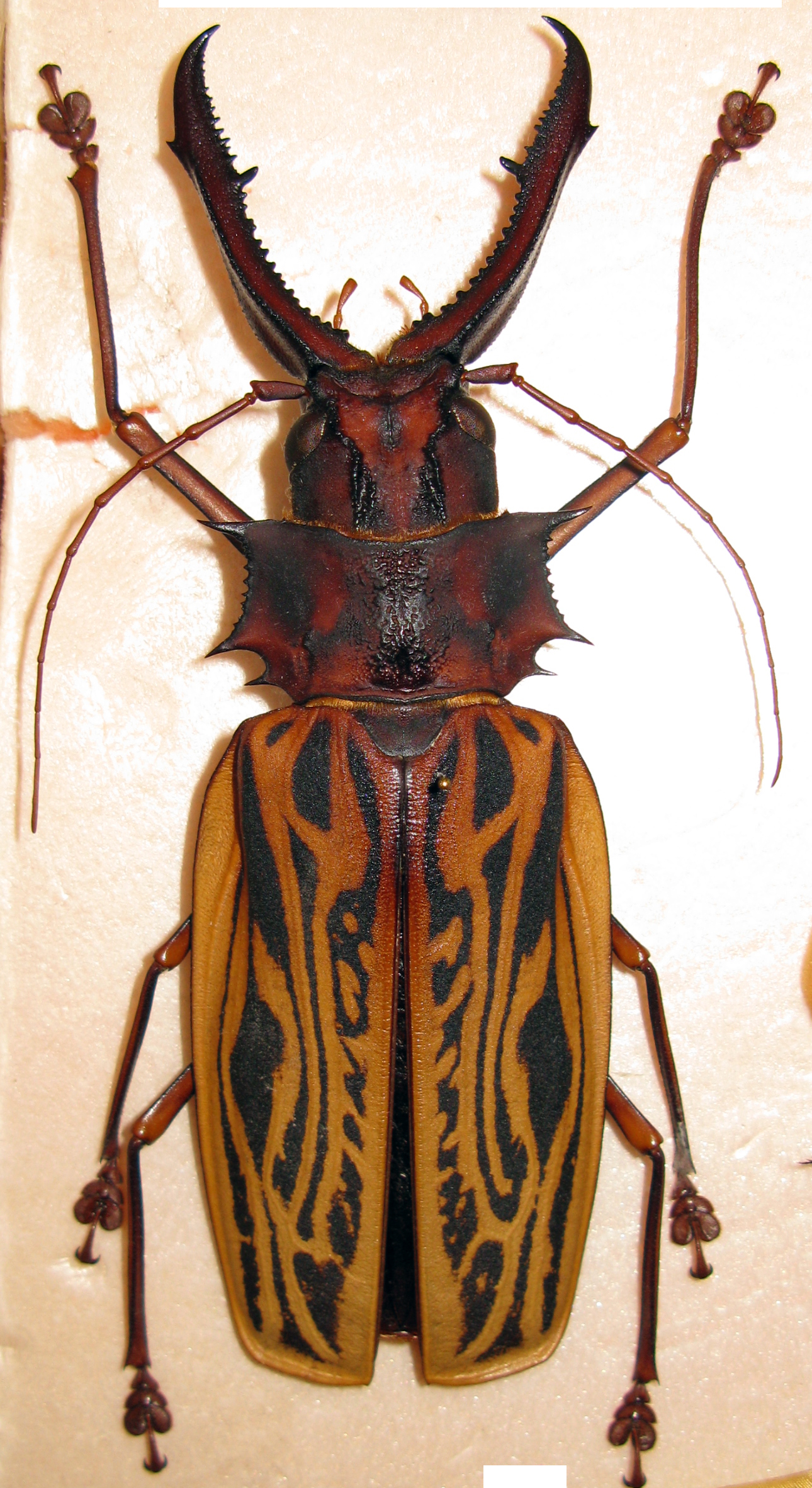
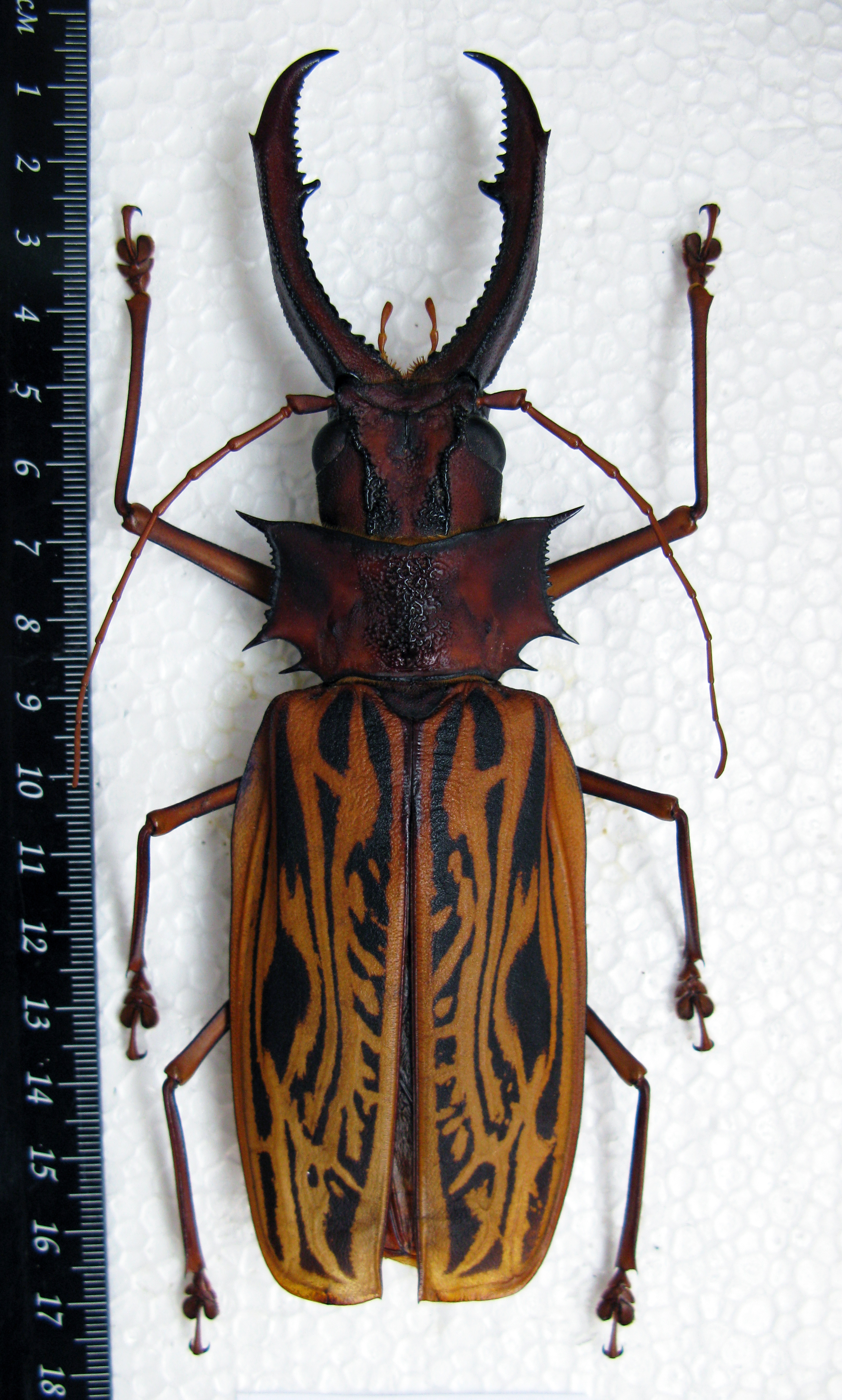
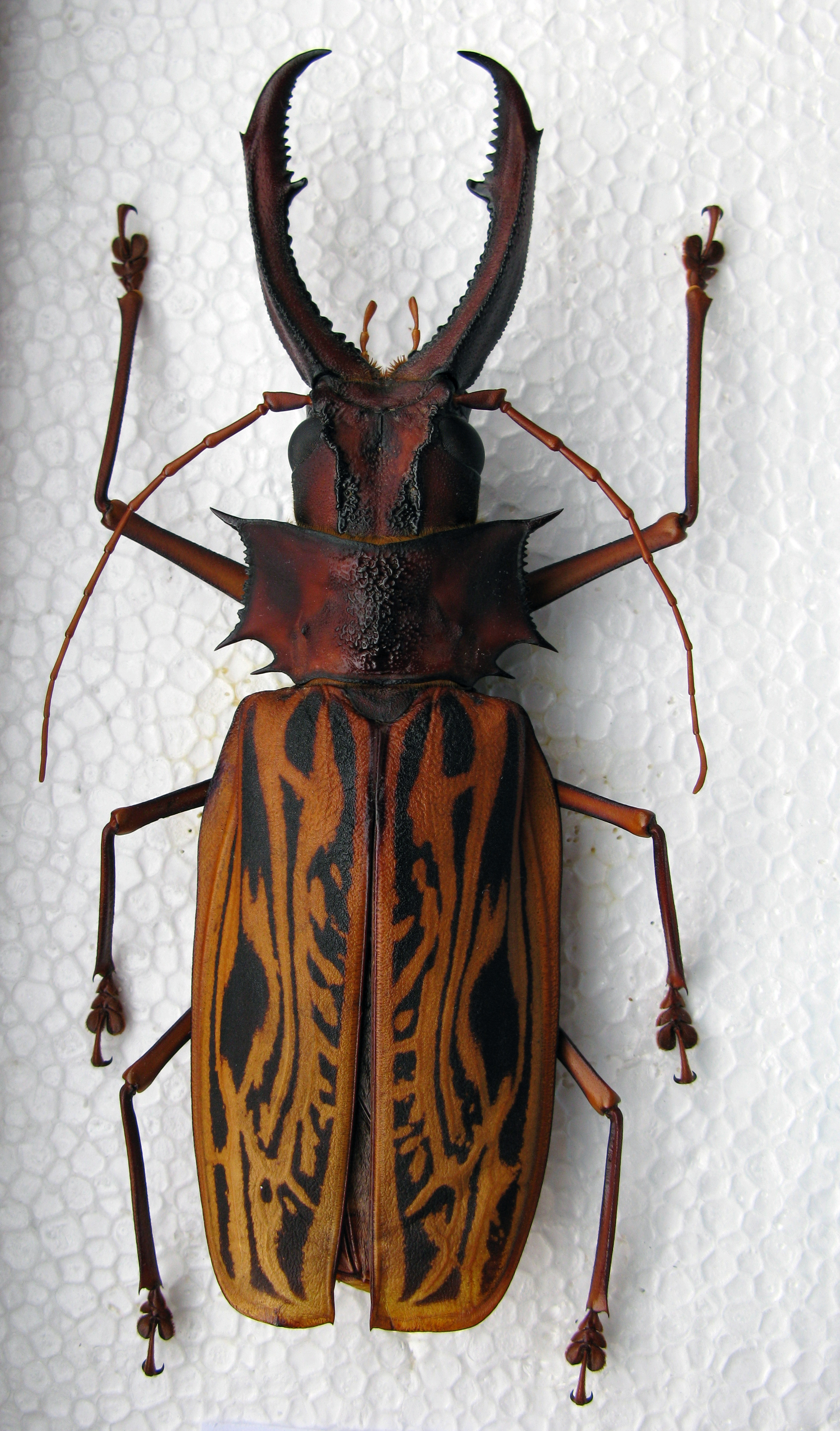
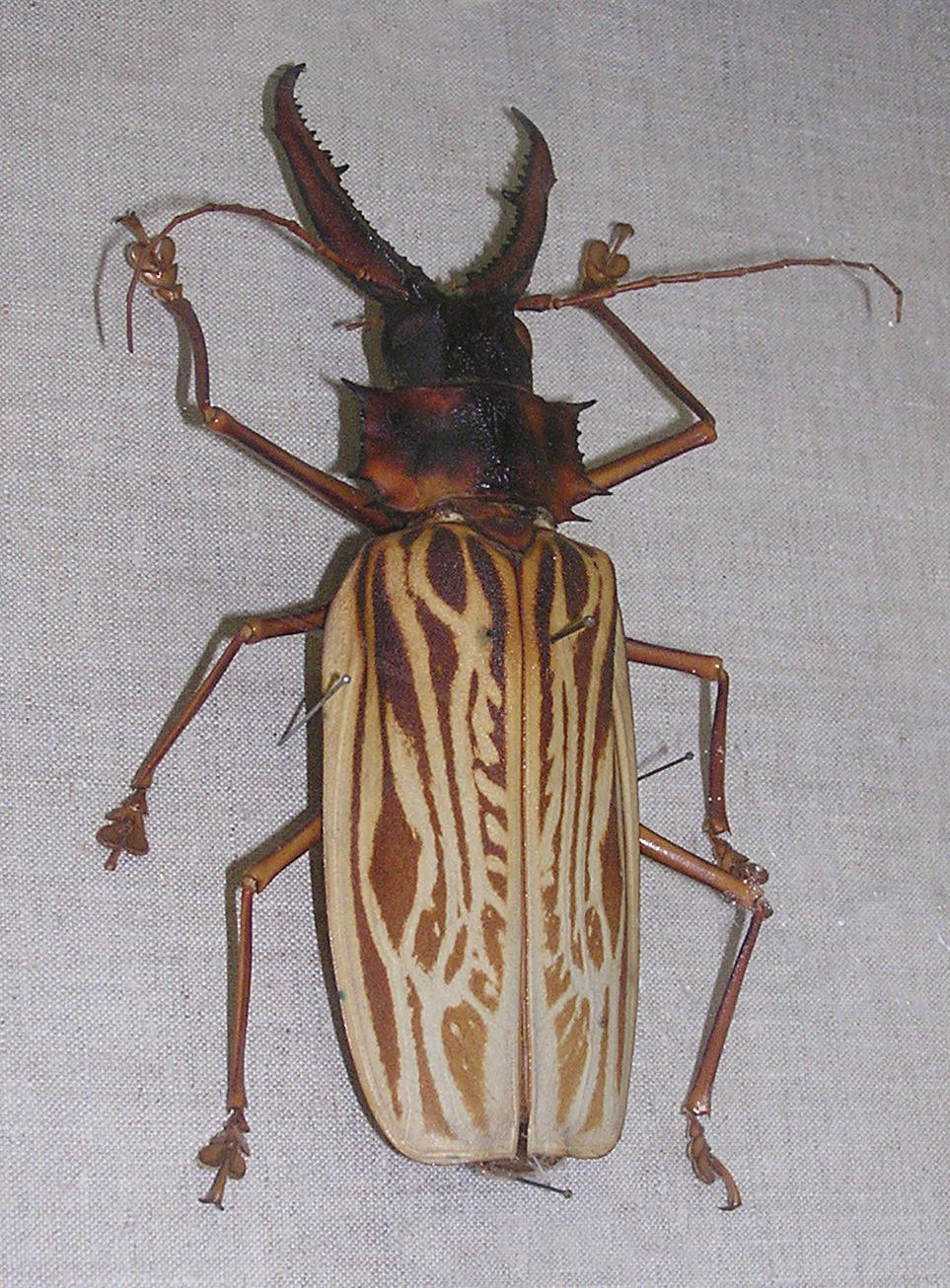
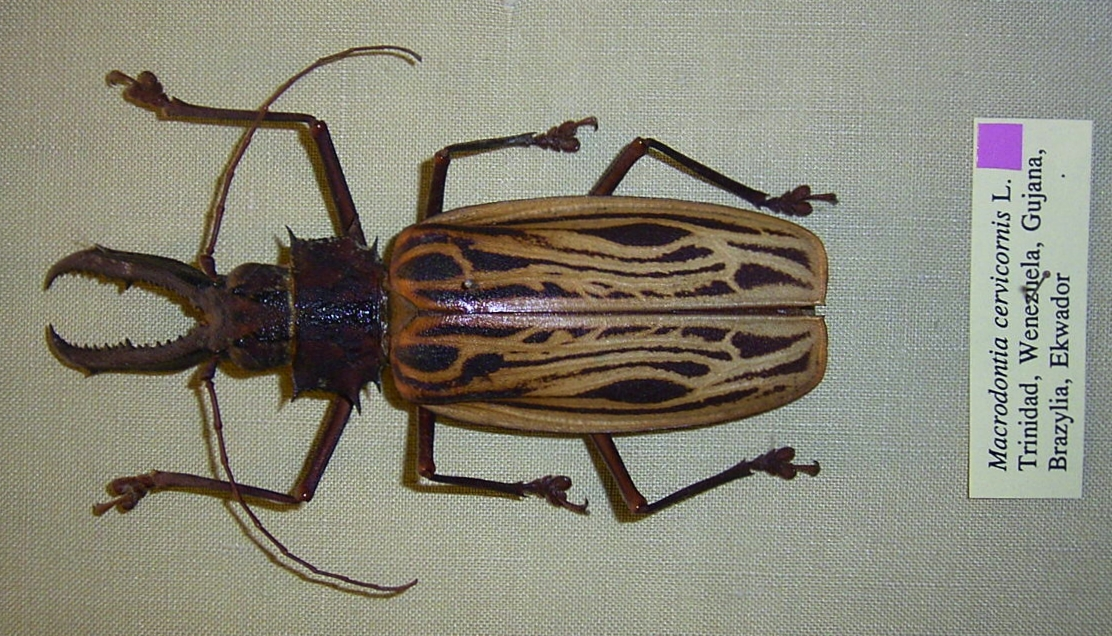